# Coelosphaera macrosigma
Coelosphaera macrosigma är en svampdjursart som först beskrevs av Topsent 1890.  Coelosphaera macrosigma ingår i släktet Coelosphaera och familjen Coelosphaeridae. Inga underarter finns listade i Catalogue of Life.